# بيت التركي الاسفل (المحويت)

تعديل مصدري - تعديل

بيت التركي الاسفل هي إحدى قرى عزلة الوسط بمديرية المحويت التابعة لمحافظة المحويت، بلغ تعداد سكانها 190 نسمة حسب تعداد اليمن لعام 2004.